# Bang Bead
Bang Bead (バン・ビード, en japonais) est un jeu vidéo de tennis de table développé par Visco et édité par SNK en 2000 sur Neo-Geo MVS (NGM 259),,.

## Série
1. Battle Flip Shot (1998,  Neo-Geo MVS)
2. Bang Bead (2000)